# Provincia di Annecy
La provincia di Annecy venne istituita come provincia del Regno di Sardegna nel 1859 con il Decreto Rattazzi, ricomprendendo l'intero territorio di quella che era stata la divisione di Annecy. La provincia ebbe vita breve, in quanto con il Trattato di Torino (1860) il suo territorio venne ceduto alla Francia.

## Suddivisione
La provincia di Annecy era suddivisa in tre circondari:
- Circondario di Annecy
- Circondario di Chiablese
- Circondario di Faucigny